# Nackestift

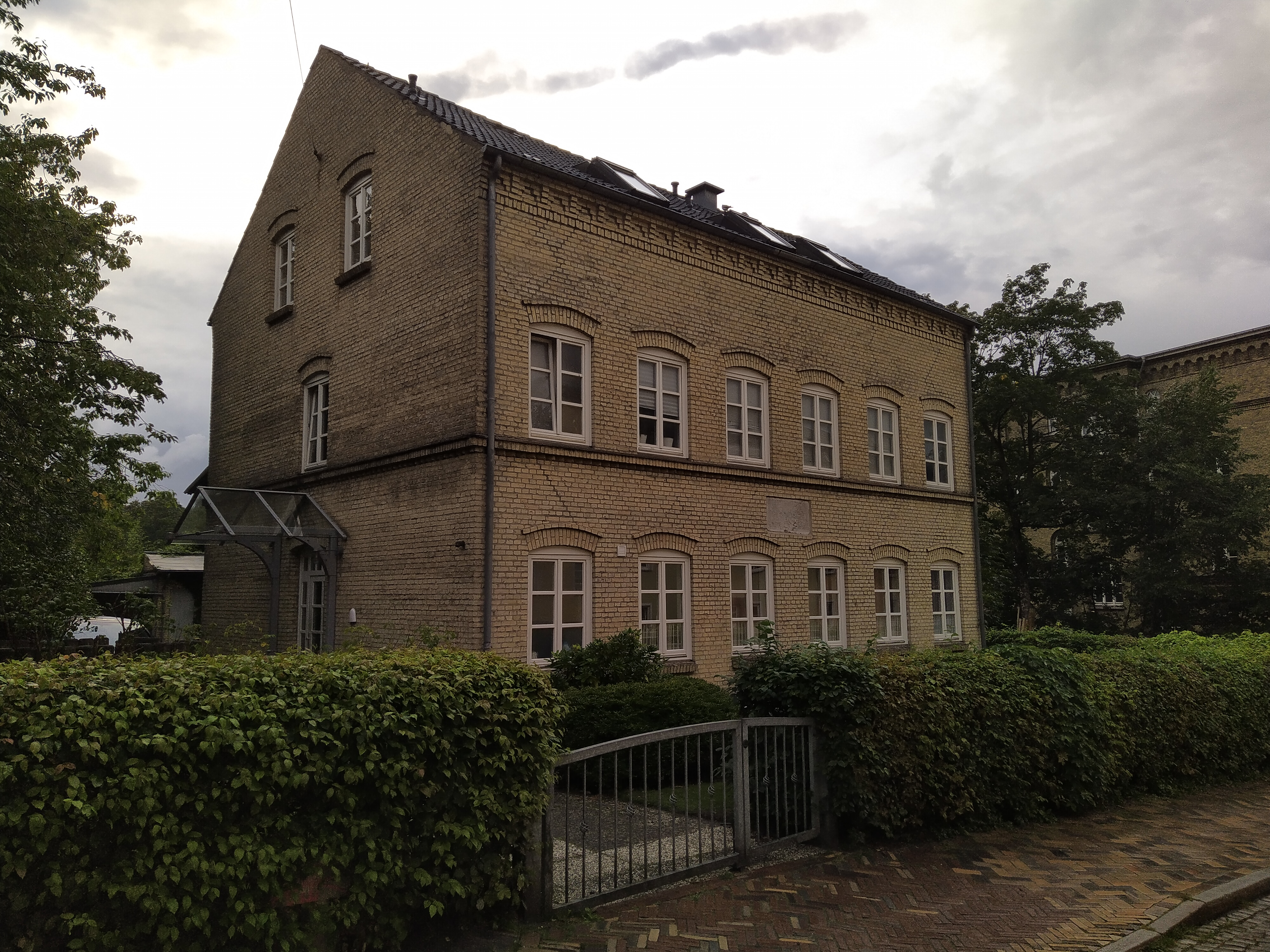
Stiftstraße 1 (2023)

Das Nackestift (selten auch: Dietrich-Nacke-Stift) in Flensburg-Neustadt, ist ein im 19. Jahrhundert errichtetes Stiftsgebäude mit der Adresse Stiftstraße 1. Es gehört zu den Kulturdenkmalen der Stadt.

## Hintergrund
In Flensburg entstanden im Laufe der Zeit eine ganze Anzahl von Stiftsgebäuden, wie beispielsweise das Munketoftstift in der Flensburger Innenstadt oder das Rönnenkamp-Stift in Fruerlund. Doch von diesen Stiften der Stadt dürfte das Nackestift das älteste sein. Dietrich Nacke, der von 1587 bis 1595 Flensburger Bürgermeister für St. Marien gewesen war, verstarb am 23. Juni 1595. Testamentarisch verfügte dieser die Einrichtung eines Armenhauses am Nordertor, das kurz nach der Fertigstellung des Tores als Anbau realisiert wurde. Dieses erste Nackestift bestand als einstöckiges Gebäude mit Giebeldach, das sich östlich unmittelbar dem Nordertor anschloss. Beim Nackestift handelte es sich von Anfang an um ein Kirchenstift, denn die Verwaltung erfolgte durch die Kirche. Um 1890 wurde das Nackestift am Nordertor zur Verbesserung der dortigen Verkehrsführung abgerissen.
1890 wurde das Nackestift, 370 Meter weiter entfernt, bei der Straße Junkerhohlweg neu errichtet. Es wird vermutet, dass die Baupläne des neuen Stiftsgebäudes vom Architekten Otto Fielitz stammten. Im Inneren des zweigeschossigen Backsteinbaus, mit einer schlichten Formgebung und einem flach, geneigten Satteldach, wurden sodann 14 Armenwohnungen eingerichtet. Das Nackestift erhielt die Anschrift Stiftstraße 1. Kurz nach der Errichtung entstand 1891/92 in direkter östlicher Nachbarschaft der Neubau des Anna-Thomsen-Stiftes. Im Anschluss wurde 1893–1897 nördlich die benachbarte Junkerhohlweg-Kaserne errichtet. Im 20. Jahrhundert sollen im Nackestift unter anderem einige Flensburger Originale gewohnt haben, beispielsweise ein Straßenmusiker namens „Sylvester“. Bis ungefähr zur Jahrtausendwende wurde das Stiftsgebäude vermutlich wie das benachbarte Anna-Thomsen-Stift als eine Art Armenhaus genutzt. 1994 wurde das Nackestift grundsaniert. 2014 verkaufte die St.-Petri-Gemeinde das Nackestift an Britta Kromand und ihrem Ehemann Harald Heidmann.